# Hrabstwo Manistee
Hrabstwo Manistee (ang. Manistee County) – hrabstwo w stanie Michigan w Stanach Zjednoczonych. Obszar całkowity hrabstwa obejmuje powierzchnię 1 280,77 mil2 (3 317,19 km²). Według danych z 2010 r. hrabstwo miało 24 733 mieszkańców. Hrabstwo powstało w 1840 roku, a jego nazwa pochodzi od głównej rzeki tego hrabstwa - rzeki Manistee, której nazwa pochodzi z języka odżibwe.

## Sąsiednie hrabstwa
- Hrabstwo Benzie (północ)
- Hrabstwo Grand Traverse (północny wschód)
- Hrabstwo Wexford (wschód)
- Hrabstwo Lake (południowy wschód)
- Hrabstwo Mason (południe)
- Hrabstwo Manitowoc (Wisconsin) (południowy zachód)
- Hrabstwo Kewaunee (Wisconsin) (zachód)

## Miasta
- Manistee

## Wioski
- Bear Lake
- Copemish
- Eastlake
- Kaleva
- Onekama

## CDP
- Arcadia
- Brethren
- Filer City
- Oak Hill
- Parkdale
- Stronach
- Wellston